# James Oberg
James Edward Oberg, noto anche come Jim Oberg (New York, 7 novembre 1944), è un ingegnere, giornalista e scrittore statunitense.
È considerato uno dei maggiori esperti statunitensi del programma spaziale sovietico e russo.

## Biografia
Oberg ha ottenuto il Bachelor of Arts in matematica nel 1966 all'Ohio Wesleyan University e il Master of Science in matematica applicata alla Northwestern University nel 1969. Dopo il servizio militare svolto nell'United States Air Force, ha conseguito il Master of Science in informatica nel 1972 all'University of New Mexico.
Dal 1972 al 1975 ha lavorato al Defence Computer Institute a Washington contribuendo allo sviluppo di ARPANET, precursore di internet. Nel 1975 è entrato alla NASA, dove ha lavorato a Houston come ingegnere specializzandosi in tecniche di rendezvous orbitali per le missioni spaziali dello Space Shuttle. Questo lavoro ha raggiunto l'apice con la pianificazione dell'orbita della missione STS-88, il primo volo spaziale per la costruzione della Stazione spaziale internazionale.
Oberg ha scritto manuali tecnici sulla procedure di rendezvous e sulle operazioni di controllo della missione. Durante gli anni novanta è stato coinvolto dalla NASA negli studi sul programma spaziale sovietico, con particolare riguardo agli aspetti riguardanti la sicurezza; questi aspetti erano stati spesso dissumulati oppure esagerati e con l'avvento dei programmi di collaborazione spaziale come lo Shuttle-Mir e la ISS la NASA era interessata a studiarli nel miglior modo possibile. Grazie alla conoscenza del russo e del francese, Oberg ha potuto avere accesso al cuore dei programmi spaziali della Russia e dell'Agenzia spaziale europea ed è diventato uno dei pochi esperti occidentali del programma spaziale sovietico e poi russo, cominciando a pubblicare i suoi primi libri sull'argomento. In seguito ha esteso i suoi studi anche al programma spaziale cinese.
Nel 1997 ha lasciato la NASA e si è dedicato completamente all'attività di giornalista e scrittore. Nel 1999 ha pubblicato il libro Space Power Theory, che gli è stato commissionato dalle Forze Armate statunitensi. Oberg ha scritto 10 libri e più di 1000 articoli per vari quotidiani e riviste, tra cui Washington Post, Wall Street Journal, USA Today, Science Digest, Sky and Telescope, Space Review, Spaceflight, National Review, Der Spiegel. Ha inoltre collaborato con diverse reti televisive, tra cui CNN, United Press International, MSNBC, BBC e Russia Today; la PBS ha trasformato il suo libro Red Star in Orbit in una serie di documentari, mentre la HBO ha ottenuto un'opzione sullo stesso libro per la realizzazione di una futura miniserie televisiva. Oberg è anche consulente scientifico del Boston Museum of Science e del National Air and Space Museum. In qualità di esperto è stato chiamato a tenere relazioni al Congresso degli Stati Uniti d'America.
Oberg fa parte dell'American Institute of Aeronautics and Astronautics, della British Interplanetary Society e della Russian Academy of Cosmonautics, dove è stato ammesso nel 1993 diventandone il primo membro straniero. Oberg è anche impegnato nel campo dello scetticismo scientifico; fa parte del Committee for Skeptical Inquiry e collabora con la rivista Skeptical Inquirer. Lo scetticismo di Oberg è orientato prevalentemente sugli UFO, la teoria dei cosmonauti perduti e la teoria del complotto lunare. Sugli UFO pensa che il fenomeno si basi principalmente su osservazioni poco precise e frodi; sulla possibilità che dietro i casi non spiegati possano esserci veicoli extraterrestri dice:"I casi non spiegati sono semplicemente non spiegati. Non possono costituire evidenza per qualsiasi ipotesi".
Per quanto riguarda la teoria dei cosmonauti sovietici deceduti nel corso di missioni spaziali rimaste ignote al pubblico, le sue ricerche sugli archivi dell'URSS hanno fatto luce su avvenimenti sconosciuti in occidente come la catastrofe di Nedelin, ma non è risultata alcuna evidenza della morte di cosmonauti nel corso di missioni spaziali, fatta eccezione le missioni Sojuz 1 e Sojuz 11, già note. Sulla teoria del complotto lunare, Oberg ha rilevato che le obiezioni dei fautori della teoria del complotto non sono scientificamente fondate, pertanto l'idea del falso sbarco sulla Luna è da considerare un mito. La NASA aveva proposto ad Oberg di scrivere un libro per ribattere alle accuse di avere falsificato lo sbarco sulla Luna, ma poi ha cambiato idea per non essere accusata di sprecare denaro pubblico; nonostante ciò, Oberg ha affermato di avere intenzione di scrivere ugualmente il libro.

## Libri pubblicati
- New Earths, Stackpole Books, 1981
- Red Star in Orbit, Random House, 1981
- UFO's and Outer Space Mysteries: A Sympathetic Skeptic's Report, Donning Company, 1982
- Mission to Mars, Plume, 1983
- The New Race for Space:The U.S. and Russia Leap to the Challenge for Unlimited Rewards, Stackpole Books, 1984
- Pioneering Space:Living on the Next Frontier, McGraw-Hill, 1987
- Uncovering Soviet Disasters:Exploring the Limits of Glasnost, 1988
- In search of Gordon Cooper's UFO, MidOhio Research Associates, 1996
- Space Power Theory, US Air Force Academy, 1999
- Star-Crossed Orbits:Inside the U.S.-Russian Space Alliance, McGraw-Hill, 2002

## Premi e riconoscimenti
- Riconoscimento Technical Person of the Year nel 1984 da parte della NASA
- Sustained Superior Performance Award nel 1997 da parte della NASA